# Fabricație
Prin fabricație sau "proces de fabricație" se înțelege transformarea fizică sau chimică a materialelor, substanțelor sau componentelor în noi produse sau componente, printr-o serie de procese. Materialele, substanțele sau componentele sunt materii prime care pot fi produse ale altor activități de fabricație sau sunt produse ale agriculturii, silviculturii, pescuitului, mineritului și industriei extractive etc. Termenul se poate referi la o serie de activități umane, de la obiecte lucrate manual până la Înaltă tehnologie (en: high tech), însă se aplică de regulă la producția industrială, care constă din transformarea materiilor prime și materialelor în produse fabricate sau produse finite, pentru distribuție și consum.

## Diferențierea fabricațiilor
Fabricațiile sunt foarte diferite. Ele pot fi diferențiate, în baza multor criterii, cum ar fi:
- După ramura industrială de activitate, industria constructoare de mașini, industria chimică, industria petrochimică, industria materialelor de construcții, industria de prelucrare a lemnului , industrie ușoară, industria farmaceutică.
- După felul produsului finit: mașini sau materiale procesate: combustibili lichizi, lubrifianți, lichide de răcire (cf. standard SR EN ISO 9000:2006, punctul 3.4.2).
- După modul de fabricare, numărul și varietatea bunurilor produse: fabricație individuală, fabricație în serie, fabricație în masă.

Rezultatul unui proces de fabricație poate fi un bun finit, în sensul că acesta este gata pentru utilizare sau consum, sau poate fi un produs semi-finit în sensul că devine un element de intrare pentru altă fabricație, a unui produs mai complex. Termenul „fabricație” se poate referi la un domeniu vast de activități umane, de la lucrări manuale (artizanale) până la producție de înaltă tehnologie (high tech), însă în mod obișnuit este utilizat pentru producția industrială, în care materiile prime sunt transformate în bunuri finite. Fabricația modernă include toate procesele intermediare, necesare pentru producerea și integrarea componentelor unui produs. Așa, de exemplu, procesul de asamblare a pieselor componente ale produselor fabricate este considerat unul dintre procesele componente ale procesului de producție. Asamblarea produselor fabricate se poate realiza fie din componente produse intern, fie din componente aprovizionate, aduse din afară. De asemenea, repararea și instalarea echipamentelor industriale se încadrează în industriile de fabricație. Într-o abordare ca sistem, fabricația este un sistem de procese corelate, care interacționează pentru a produce ca rezultat bunuri materiale ce vor satisface așteptările clienților.

## Definiții diferite
Dicționarul explicativ al limbii române include următoarea definiție: „Fabricația este un proces tehnologic de producere a mărfurilor într-o fabrică într-o uzină etc; producția unei asemenea unități industriale; tehnica de a fabrica.” „Fabricarea” este acțiunea de a fabrica un produs. În dicționarul Merriam-Webster Online (2010) termenul „fabricație” (engleză :manufacturing) este definit ca „acțiunea de a face ceva (un produs) din materii prime”.
După Business Dictionary.com, „fabricația” include toți pașii necesari pentru a transforma materiile prime, componentele sau piesele în bunuri finite care satisfac așteptările clienților. Fabricația utilizează, de obicei, o configurație om-mașină, cu diviziunea muncii într-o producție pe scară mare.
Dicționarele Oxford (2010) includ o definiție concisă: „fabricația reprezintă producerea de articole (mărfuri) pe scară mare, utilizând mașini”.
Enciclopedia Britanică menționează următoarea definiție: "fabricația este orice industrie care face produse din materii prime, prin utilizarea forței de muncă manuale sau a mașinilor, efectuate de obicei în mod sistematic cu diviziunea muncii".
O definiție nuanțată este formulată de Mikell P.Groover (2010) : "Fabricația poate fi definită în două moduri: tehnologic și economic. Din punct de vedere tehnologic, fabricația este aplicarea proceselor fizice și chimice pentru a modifica geometria, proprietățile și/sau aspectul unui material de pornire pentru a produce piese sau produse; fabricația include și asamblarea unor piese pentru a obține un produs. Procesele necesare pentru a realiza fabricarea implică o combinație de mașini și scule, energie și forță de muncă. Fabricația este aproape totdeauna efectuată printr-o succesiune de operații. Fiecare operație aduce materialul mai aproape de starea finală dorită. Operațiile de fabricare pot fi operații de prelucrare sau operații de asamblare. Din punct de vedere economic, fabricația este transformarea materialelor în produse cu valoare mai mare, prin intermediul uneia sau al mai multor operații de procesare și/sau asamblare. Punctul esențial este că fabricația adaugă valoare materialului prin modificarea formei sau proprietăților acestuia sau prin combinarea cu alte materiale care au fost modificate în mod similar...Atunci când minereul de fier este transformat în oțel este adăugată valoare. Termenii fabricație și producție sunt deseori folosiți interschimbabil, deși termenul producție are o semnificație mai largă decât cel de fabricație." Orice tip de fabricație este o producție, însă nu orice producție este o fabricație. Așa de exemplu, dacă în industria extractivă se extrag minerale, se realizează producția acestor produse, fiind incorect să se spună că aceste produse „se fabrică”. Termenul producție este mult mai larg decât cel de fabricație, deoarece înglobează și aspectele de achiziție a materiei prime și a echipamentelor necesare fabricației, precum și luarea unor decizii strategice referitoare la alegerea unui produs. Producția cuprinde activități legate de unele decizii financiare sau de managementul resurselor umane. 
Sintagma "Sistem de fabricație" constituie un termen general care definește un grup de facilități tehnice de producție, sisteme de deplasare a materialelor și personal, reunite pentru a îndeplini o fabricație specifică sau secvențe de fabricație, rezultând în obținerea de componente sau produse finite.

## Fabricația ca sistem
În abordarea sistemică, fabricația conține frecvent mai multe procese corelate (sub-sisteme interdependente) pentru realizarea produselor. Procesele majore ale sistemului de fabricație sunt: proiectarea produsului, planificarea și controlul factorilor de producție, proiectarea sculelor, programarea producției, ingineria fabricației, aprovizionarea cu materiale, recepția, depozitarea și  eliberarea materialelor, manipularea materialelor, realizarea produsului, inspecția proceselor și pieselor, asamblarea, testarea, ambalarea (împachetarea), instalarea  produselor, depozitarea produselor finite.Pe scurt, în sistemul de fabricație se realizează proiectarea proceselor de fabricație și a succesiunilor de operații, necesare pentru a fabrica produsul așa cum a fost proiectat. Într-o abordare sintetică,  realizarea unui sistem de fabricație cuprinde procese de planificare, de implementare și de ținere sub control, aceste procese fiind în responsabilitatea unui personal de producție competent și a personalului de management (conducere). În procesul de planificare trebuie luate în considerare: potențialul pieței pentru produs, proiectarea produsului, procesele de producție care vor fi folosite, facilități, echipamente și materiale necesare pentru producție. În procesul de implementare, aceste resurse sunt aprovizionate și introduse astfel încât producția poate începe. Faza de implementare are loc împreună cu ținerea sub control, fiindcă sistemul de fabricație trebuie să fie ținut sub control și managerizat atât în timpul implementării cât și al producției.
Sistemul de fabricație poate fi considerat ca un grup independent de sub-sisteme, fiecare subsistem efectuând o funcție distinctă. Aceste subsisteme sunt intercorelate și trebuie să fie integrate astfel încât să se realizeze  obiectivul de producere a bunurilor.
Când este considerat ca o serie de procese reunite, sistemul de fabricație poate fi caracterizat prin fluxurile de materiale, energie și informații în procese: fluxuri fizice de materiale, de produse în stadii intermediare de fabricare (în curs de realizare) și produse finite; fluxuri de energie care se consumă pentru transformarea obiectelor muncii; fluxuri de informații și manipularea documentelor ce conțin date asupra formei, tehnologiei și desfășurării în timp a proceselor, date cu caracter economic etc. și care însoțesc inevitabil fluxurile fizice. Fluxurile fizice sunt supuse constrângerilor capacității sistemului de fabricație (de producție), care limitează aptitudinea sistemului de a satisface așteptările referitoare la produsul final rezultat.

Un sistem de fabricație tipic cuprinde trei elemente: intrări în sistem, procese de transformare (prelucrare) și ieșiri din sistem. Sistemul de fabricație preia intrările în sistem pentru a produce produsele pentru clienți exteriori față de sistem.
- Intrările (inputuri) sistemului de fabricație sunt constituite din : materiale, materii prime, energie, mașini, informații (instrucțiuni, desene).
- Procesele de transformare a materialelor sau materiilor prime implică un  lanț de  operații mecanice sau chimice pentru transformarea intrărilor în ieșiri, aceste transformări fizice sau chimice fiind funcția sistemului. Așa de exemplu, energia electrică, considerată ca unul dintre elementele de intrare, se transformă,în cazul prelucrărilor mecanice, parțial în energie mecanică și parțial este utilizată pentru alimentarea echipamentelor de comandă și control. Sunt necesare însă și unele activități care ajută la realizarea  proceselor de transformare, acestea fiind procese auxiliare și de servire (întreținerea și repararea utilajelor, transportul intern al materialelor și produselor etc.).
- Ieșirile (outputuri) reprezintă "răspunsul" sistemului și pot fi bunuri (produse, piese, subansambluri) sau materiale procesate (de exemplu, lubrifiant, lichid de răcire etc.).

Un sistem de fabricație constă din subsisteme sau elemente componente asociate, care funcționează împreună pentru a îndeplini o sarcină de fabricație, acestea fiind (Obi, 2003):
- subsistemul echipamente și utilaje: mașini, utilaje, scule și echipamente;

- subsistemul metode și procese de producție: proceduri, metode și procese de producție, asigurarea calității, controlul producției;

- subsistemul manipularea materialelor: manipularea materialelor și sub-sisteme de deplasare a materialelor;

- subsistemul forță de muncă: personal pentru fabricație;

- produsele finale constituie un element component al sistemului de fabricație.[8]

Sistemele de fabricație pot fi îmbunătățite atunci când subsistemele sau elementele sale componente sunt îmbunătățite pentru a adapta sistemul într-un mod care aduce beneficii maxime pentru companie.
Alt mod de definire a subsistemelor componente ale unui sistem de fabricație include:
- subsistemul de lucru (prelucrare);

- subsistemul de control al fabricației;

- subsistemul de comandă;

- subsistemul logistic.

Sistemele de fabricație specifice industriei construcțiilor de mașini cuprind cinci componente principale:
subsistemul de comandă, subsistemul logistic, subsistemul efector, subsistemul de suport și subsistemul de control.
Subsistemul de comandă (sau de management) are ca funcție esențială transformarea și distribuția fluxurilor informaționale , astfel încât să se realizeze o interacțiune coordonată a tuturor subsistemelor.
Subsistemul logistic efectuează operații de transfer pozițional (transport) și de transfer în timp (depozitare) al materialelor supuse procesului de prelucrare.
Subsistemul efector  (denumit și subsistem de prelucrare) are funcția de a realiza transformările fizice și chimice ale obiectelor de prelucrat, prin combinarea directă a fluxurilor de materiale și a celor informaționale prin intermediul fluxurilor de energie. Subsistemul efector are caracteristici specifice fiecărui proces tehnologic în parte.
Subsistemul de suport al sistemului de fabricație asigură alimentarea celorlalte subsisteme cu utilități și efectuarea întreținerii prin intermediul mai multor sisteme parțiale: întreținere  și reparații, gospodăria de utilități (energie, apă, abur, aer comprimat, S.D.V.-uri), serviciile sociale.
Subsistemul de control are funcția de a determina valorile realizate ale parametrilor ce definesc calitatea produselor, de a le compara cu valorile prescrise, de a stabili abaterile și de a comunica informațiile rezultate subsistemului efector și celui de comandă.
Există și alte concepții asupra componentelor sistemului de fabricație. Astfel, Mikell P.Groover (2008) menționează următoarele componente ale unui sistem de fabricație:
٭mașini de producție (mașini-unelte, prese, mașini de sudare etc.);
٭sistem de manipulare a materialelor;
٭sistem de calculatoare pentru a coordona și/sau a controla componentele precedente;
٭personal muncitor pentru a opera și manageriza sistemul.
Mașinile de producție pot fi mașini operate manual, mașini semiautomate sau mașini automate.
În sistemele de fabricație care procesează sau asamblează piese și produse discrete, funcțiile sistemului de manipulare a materialelor sunt următoarele:
٭încărcarea elementului de prelucrat la fiecare post de lucru;
٭poziționarea elementului de prelucrat la fiecare post;
٭descărcarea elementului prelucrat de la fiecare post;
٭transportul elementelor de prelucrat între posturi, la sistemele cu posturi multiple;
٭stocarea temporară a elementelor de prelucrat.
Sistemul de calculatoare are următoarele funcții în sistemul de fabricație:
٭comunicarea instrucțiunilor de procesare sau asamblare către muncitori;
٭descărcarea programelor-piesă la mașinile CNC;
٭controlul sistemului de manipulare a materialelor;
٭programarea producției;
٭diagnoza defecțiunilor și mentenanța predictivă;
٭monitorizarea securității personalului și echipamentelor;
٭controlul de calitate (detectarea și respingerea pieselor/produselor defecte, realizate de sistem);
٭managerizarea tuturor operațiilor.
Clasificarea sistemelor de fabricație se poate face după următorii factori (Mikell P.Groover, 2008, op.cit.):
- tipurile de operații efectuate (de prelucrare sau de asamblare);

- numărul de posturi de lucru;

- amplasarea utilajelor și mașinilor (engleză :layout) sistemului (se aplică la sisteme cu posturi de lucru multiple);
- nivelul de automatizare și echipare;

- varietatea pieselor sau produselor (flexibilitatea sistemului).

Numărul de posturi de lucru influențează factorii de performanță ai sistemului de fabricație, cum sunt: capacitatea volumului  de muncă, rata producției, și siguranța în funcționare.
În ceea ce privește amplasarea mașinilor și utilajelor, se deosebesc următoarele variante:
- amplasare la care produsul (piesa, ansamblul) se află în poziție fixă; se folosește la asamblarea staționară sau fabricația staționară. Materialele, utilajele și muncitorii se deplasează la locul asamblării/fabricării, după cum este necesar. Se utilizează pentru producția de avioane mari ,nave, rachete pentru misiuni spațiale etc.;

- amplasarea pe grupe omogene de mașini (mașini de același tip), în conformitate cu tipul general al procesului de fabricație; aceasta reprezintă o "amplasare funcțională" sau amplasare „după proces”, se utilizează pentru produse care prezintă variații în  cerințele de procesare și în succesiunile de operații. Secțiile vor fi organizate cu ateliere separate de mașini de frezat, de rectificat, de găurit etc.;

- amplasarea în flux: mașinile sunt aranjate în linie sau într-o configurație în U sau S, cu conveioare care transportă piesele de la un post de lucru la cel următor. Producția de masă este organizată după principiile amplasării în flux.

Tipul de amplasare determină cel mai adecvat tip de sistem de manipulare a materialelor.
Activitatea de "Fabricație" a unei organizații poate fi divizată în trei sub-funcții: managementul fabricației, ingineria fabricației și operațiunile fabricației.
- Managementul fabricației se referă la managementul seriei de procese care aparțin acțiunilor interne, implicate în organizarea, planificarea, controlul și managementul riscului, precum și interfețele funcției fabricație cu alte funcții ale organizației.În mod succint formulat, managementul fabricației are ca sarcini planificarea, programarea și controlul activităților care transformă intrările (materii prime și materiale) în bunuri finite. Managementul fabricației este managementul  unui ansamblu de tehnologii și metode utilizate pentru a defini modul în care trebuie să fie fabricate produsele. Sub-funcția de management al fabricației este responsabilă pentru asigurarea organizației cu competențele tehnice și resursele necesare pentru concentrarea pe obiectivele specifice ale asigurării calității produsului, la cel mai scăzut cost posibil.
- Ingineria fabricației include o serie de procese necesare pentru producerea  și integrarea componentelor produsului, procese care adresează direcția tehnică a funcției "Fabricație", precum și interfețele externe cu funcțiile de proiectare și ingineria sistemelor. Sub-funcția ingineria fabricației are responsabilitatea de a elabora documentația de fabricație care descrie modul de realizare a produselor, succesiunea operațiilor (de prelucrare), mașinile și utilajele care vor fi folosite, software pentru a sprijini computerizat procesul de fabricație. Se definesc operațiile proceselor, de la aprovizionarea materialelor, fabricarea componentelor, controlul producției și al materialelor, subasamblarea, instalarea, asamblarea finală, testarea produselor, până la livrarea produselor. În mod specific, ingineria fabricației implică analiza și modificarea desenelor produsului pentru a se asigura manufacturabilitatea (posibilitatea fabricării), proiectarea, selectarea, specificarea și optimizarea echipamentelor, sculelor și operațiunilor.
- Operațiunile fabricației sunt acele procese de transformare care implică operații tehnice, mecanice sau chimice pentru transformarea intrărilor în ieșiri. În sens larg, sub-funcția "Operațiunile fabricației" are responsabilitatea de a elabora fluxurile proceselor, proiectarea sculelor speciale, amplasarea utilajelor, programarea pachetelor (grupelor) de  lucrări de fabricare, asamblare, integrare și testări de acceptare a produselor, iar ca procese finale, ambalarea, manipularea, depozitarea și transportul produselor. Se inițiază procesele de fabricație, metodele și procedurile specifice, precum și un sistem de monitorizare și măsurare a proceselor. Atunci când în cursul desfășurării proceselor sunt descoperite deficiențe se implementează acțiuni corective și îmbunătățiri.

## Tipuri de fabricație după relațiile cu clienții
În funcție de criteriul relațiilor cu clienții, tipurile de fabricație se pot structura în următoarele categorii:
- fabricația pe stoc;

- fabricația la comandă;

- fabricația mixtă.

Fabricația pe stoc este un tip de producție în care produsele sunt fabricate înainte de primirea unei comenzi de la clienți, pentru un anumit stoc de depozit de produse finite. Comenzile de la clienți sunt îndeplinite din stocurile existente în depozit, iar comenzile de producție sunt utilizate pentru a reconstitui aceste stocuri. Exemple de produse fabricate pe stoc sunt produse de larg consum precum televizoare, produse alimentare refrigerate, mici aparate de menaj, îmbrăcăminte de masă și alte numeroase produse disponibile din stocul existent. Deoarece producătorul trebuie să livreze rapid aceste produse ca răspuns la comenzi potențiale ale clienților, produsele trebuie fabricate înainte de a fi comandate și în cantități bazate pe o cerere prognozată. Procesul de planificare a producției tipic începe cu planificarea (prognoza) cantității de vânzări. Cifrele de vânzări din perioada anterioară (de exemplu, pe ultimele 12 luni) pot fi utilizate ca bază pentru planificarea vânzărilor viitoare. Planificarea vânzărilor are ca rezultat elemente de necesar care sunt utilizate în planificarea necesarului de materiale.
Volumele relativ mari de producție și natura stabilă a proceselor pot permite adoptarea unei fabricații repetitive. Este necesară o gestiune precisă și echilibrată a stocurilor în vederea reducerii imobilizării capitalului circulant. Fabricația pe stoc este un mediu de producție ideal pentru organizarea producției în flux.
Fabricația pe stoc este justificată în următoarele condiții:
-cererea pentru produse este foarte stabilă și predictibilă (ușor de prognozat);
-există puține linii de produse.
Fabricația pe stoc, orientată pe loturi, în industriile de proces este caracteristică pentru industriile chimică, alimentară, farmaceutică și a băuturilor.
Fabricația pe stoc prezintă o serie de avantaje:
- o componentă cu defecte care este încorporată într-un produs finit poate fi imediat înlocuită din stocul de componente existent;

- stocul permite să se răspundă imediat la o comandă neprevăzută sau la unele comenzi urgente;

- stocurile de materii prime și materiale protejează firma față de neonorarea la timp a comenzilor de către furnizori.

Fabricația la comandă este tipul de producție în care produsele sunt realizate după primirea comenzilor ferme de la clienți, care stabilesc felul produselor, cantitatea, calitatea și termenele de livrare. De regulă, acest tip de producție se bazează pe componente standard și deseori pe simple variații, la cererea clienților, ale unor produse similare. Exemple tipice sunt producția de automobile, de vagoane, sisteme standard de conveioare, prese de perforat și toate domeniile de fabricație de produse pentru export.
Pot fi utilizate prognoze pentru planificarea materiilor prime și materialelor previzibile, care vor fi necesare. Planificarea detaliată a materialelor este efectuată după primirea comenzii.
Cantitățile de produse finite sunt, de obicei, mai mici decât la fabricația pe stoc, deși volumele de producție pentru anumite componente pot fi destul de mari. Stabilitatea proceselor de fabricație a componentelor poate justifica un nivel relativ ridicat de automatizare a manipulării materialelor.
Sunt importante două caracteristici: producția corespunde unei oferte bazate pe devize de cheltuieli; este necesară o supraveghere atentă a duratelor de fabricație, pentru respectarea termenelor de livrare cerute de client.
Principalele avantaje ale fabricației la comandă constă în capacitatea de a furniza clientului produse cu specificațiile exacte cerute, precum și reducerea riscului de învechire (uzură morală) a stocurilor de produse finite. Principalul dezavantaj constă în faptul că producătorii sunt sensibili la fluctuațiile cererii pentru produse, conducând la o utilizare redusă a capacității de producție.Programe de fabricație la comandă au fost introduse de fabricanții de automobile Renault, Nissan, BMW și Volvo. Automobilele sunt fabricate la comanda clienților în 3 săptămâni, fără stocuri costisitoare de autovehicule finite.
Fabricația mixtă . Există multe companii care  combină tipurile de producție menționate mai înainte, din considerente strategice sau competiționale. Așa de exemplu, dorința de a fi producător unic în linia sa de produse poate conduce o companie de fabricație pe stoc să-și completeze catalogul de oferte, oferind și produse fabricate la comandă. Dorința de a concura pe baza criteriului vitezei de livrare poate motiva o companie de fabricație la comandă să stocheze componente și subansambluri-cheie, oferind produse în cantități mai mari pe baza asamblării la comandă. Primirea unei comenzi inițiază asamblarea și finisajul produsului realizat pe baza specificațiilor clientului. 

## Diagrame și grafice pentru analiza proceselor de fabricație
La proiectarea și analiza proceselor de fabricație se pot utiliza diferite tipuri de diagrame și grafice, precum sunt:
- graficul fluxului tehnologic general;

- graficul de analiză generală a procesului de producție;

- graficul succesiunii operațiilor;

- diagrama de circulație;

- graficul derulării procesului sau graficul gamei de operații.

## Clasificarea industriilor de fabricație
În general, industriile pot fi clasificate în industrii primare, secundare sau terțiare. Industriile primare cultivă și exploatează resursele naturale, de exemplu agricultura și industria minieră. Industriile secundare folosesc produsele industriilor primare pentru a le transforma în bunuri de consum sau mijloace de producție. Industriile de fabricație constituie principala categorie din această clasă, însă aici sunt incluse și  activitățile de construcții și generarea energiei electrice. Industriile terțiare constituie sectorul de servicii din economie.
Divizia de Statistică a Organizației Națiunilor Unite a elaborat o clasificare detaliată a industriilor de fabricație (și a altor activități economice) în următoarele categorii:
- fabricarea produselor alimentare;

- fabricarea băuturilor;

- fabricarea produselor din tutun;

- fabricarea textilelor;

- fabricarea  confecțiilor;

- fabricarea pielii și produselor din piele;

- fabricarea produselor din lemn  și plută, cu excepția mobilei; fabricarea articolelor din paie și materiale de împletire;

- fabricarea hârtiei și produselor din hârtie;

- tipărirea și reproducerea pe suporți a înregistrărilor;

- fabricarea cocsului și produselor petroliere rafinate;

- fabricarea chimicalelor și produselor chimice;

- fabricarea produselor farmaceutice de bază și a preparatelor farmaceutice;

- fabricarea cauciucului și a produselor din materiale plastice;

- fabricarea altor produse minerale nemetalice;

- fabricarea metalelor de bază;

- fabricarea construcțiilor metalice, cu excepția mașinilor și echipamentelor;

- fabricarea calculatoarelor, produselor electronice și optice;

- fabricarea echipamentelor electrice;

- fabricarea mașinilor și echipamentelor;

- fabricarea vehiculelor cu motor, a remorcilor și semiremorcilor;

- fabricarea altor echipamente de transport;

- fabricarea mobilei;

- alte fabricații (instrumente medicale, bijuterii, articole sportive etc.);

- repararea și instalarea mașinilor și echipamentelor.

Construirea unor structuri și operațiile de fabricație efectuate la locația construcției nu sunt clasificate ca fabricație, ci ca activități de construcție.
Printre cele mai importante industrii de fabricație sunt cele care produc avioane, automobile, substanțe chimice, îmbrăcăminte, calculatoare, aparate electronice de consum, echipamente electrice, mobilă, mașini grele, produse petrolifere rafinate, nave maritime, oțeluri, scule și matrițe.
Institutul Național de Statistică (România) a clasificat toate activitățile de fabricație din economia națională în Secțiunea C: Industria prelucrătoare  , iar activitățile de minerit sunt clasificate în Secțiunea B: Industria extractivă.

## Sisteme de fabricație moderne
Sistemele de fabricație moderne sunt foarte dependente de calculatoare, operează în societăți concurențiale complexe și într-o lume sensibilă la mediul ambiant. Sistemele de fabricație moderne pot fi definite ca fiind sisteme automatizate avansate care folosesc calculatoarele ca parte de comandă integrală. Calculatoarele comandă sistemele de fabricație autonome, diferite mașini-unelte, mașini de sudare, aparate de tăiere cu laser, roboți și mașini de asamblare automate. Calculatoarele comandă liniile de producție și au început să preia controlul întregii fabrici.
Metodele de fabricație moderne pot fi rezumate în trei concepte: reducerea risipei/pierderilor(engleză :waste), menținerea calității produselor și accelerarea producției.
Câteva sisteme de fabricație moderne sunt următoarele:
Sistemul JIT (Just-in-Time = exact la timp) este un sistem de fabricație sau o tehnică de organizare a producției,dezvoltată în Japonia, care sugerează că orice stocuri în procesul de producție constituie pierderi (risipă) care trebuie eliminate din proces. Un principiu de bază al JIT este de a produce numai ceea ce este necesar, la comandă fermă, când este necesar și în cantitatea necesară. Astfel se reduc stocurile, în particular stocurile de producție neterminată și costurile pentru stocurile aflate pe fluxul de fabricație. "Tampoanele" de produse în curs de execuție de pe linia de fabricație sunt considerate pierderi/risipă și sunt reduse la minim în sistemul JIT.
Sistemul JIS (Just in Sequence = exact în succesiune) este o strategie a stocurilor în care componentele (piesele) sosesc la linia de producție exact la timp, așa cum a fost programat pentru a fi asamblate. Termenul JIS provine din logistică. Producția JIS are loc atunci când un furnizor exterior livrează piesele exact în momentul când sunt necesare pentru producție și în ordinea (succesiunea) corectă. Procesele JIS sunt implementate numai după ce compania a atins un grad înalt de competență în procesele JIT. JIS este implementat în special în fabricația de automobile.
Sistemul Kanban este un sistem de programare a producției care indică ce se produce, când să se producă și cât de mult să se producă. În esență, sistemul Kanban este o metodă de "autorizare" a producției și fluxului de materiale în sistemul JIT. Linia de asamblare solicită piesele care îi sunt necesare prin emiterea unei cartele  Kanban. Această cartelă "autorizează" deplasarea pieselor, pentru a produce o cantitate de piese de înlocuire în vecinătatea secțiunii  implicate a liniei de asamblare. Sistemul Kanban utilizează deci cartele Kanban pentru a semnala necesitatea deplasării materialelor în sistemul de fabricație sau a deplasării materialelor de la un furnizor exterior la utilajele de producție. Sistemul este computerizat.
Mentenanța productivă totală (engleză :Total productive maintenance) este un proces de mentenanță, dezvoltat în Japonia în anul 1971, care urmărește mentenanța mijloacelor de producție pe întreaga fabrică (uzină), pe întregul ciclu de viață al acestora și care implică participarea tuturor angajaților. Scopul unui astfel de proces este de a minimiza timpul de nefuncționare (de indisponibilitate) prin mentenanță și de a maximiza timpul de disponibilitate al mașinilor și utilajelor, în vederea îmbunătățirii productivității.
Se focalizează în special pe fabricație, însă este aplicabil la  orice "proces".
Fabricația cu răspuns rapid (engleză : Quick Response Manufacturing -QRM) este o strategie de fabricație care urmărește reducerea timpului între lansarea comenzii clientului pentru produs și până la livrarea finală a acelui produs, așa-numitul timp total. Conceptele QRM au fost detaliate de Rajan Suri în decada 1980, profesor la Universitatea din Wisconsin-Madison, SUA. Prin reducerea timpului total (echivalent cu timpul pe ciclu) rezultă calitate îmbunătățită a produselor, costuri mai scăzute cu 15-30%, îmbunătățirea performanței de livrare la timp a produsului cu 60-90%, creșteri de productivitate cu 30%.
Fabricația celulară. Spațiul de producție este separat în diferite celule de fabricație. Se organizează câte o celulă de fabricație pentru fiecare familie de produse. Fluxul este regulat pentru fiecare familie de produse, însă este variabil pentru fiecare produs în interiorul familiei. Mașinile sunt plasate în celula de fabricație într-o anumită ordine astfel încât materialele parcurg un flux material unic spre finalizarea produsului. Este avantajos ca mașinile în celulele de fabricație să fie mai mici, dedicate, acestea lucrează mai eficient decât mașinile-unelte mari, multiscop.
Sisteme flexibile de fabricație (SFF). Un sistem flexibil de fabricație este un complex integrat de mașini-unelte cu comandă numerică, comandat prin calculator, care include un sistem automat de transport și manipulare a pieselor și sculelor, precum și echipamente automatizate de măsurare și testare și care, cu un minimum de intervenții manuale și cu timpi de reglare reduși, poate prelucra orice piesă aparținînd unei familii specifice de piese, în limitele unei capacități și după un program prestabilit. Întregul sistem este sub controlul unui calculator-DNC care este conectat, de obicei, la un calculator central (calculator-gazdă) al fabricii. SFF sunt destinate unor familii specifice de produse care trebuie fabricate în volume de producție mărite ce justifică investiția. Se obțin avantajele unor costuri mai scăzute și ale unui inventar mai mic de piese în curs de execuție. SFF pot fi proiectate pentru diferite tipuri de procese de fabricație : prelucrări prin așchiere, formarea metalelor, asamblare, sudare etc.
Sisteme CAD/CAM. Fabricația asistată de calculator (engleză : Computer-aided manufacturing CAM) este realizată prin utilizarea unui software care comandă mașina-unealtă, după ce în prealabil s-a generat un model al piesei în CAD (Computer-aided Design),care este inputul în softul CAM. Legătura între CAD și CAM se asigură prin CAPP (Computer-aided process planning-CAPP, Planificarea procesului asistată de calculator) care efectuează planificarea procesului ce va fi utilizat în producerea piesei proiectate.În sistemul CAD/CAM, calculatoarele sunt utilizate pentru a elabora programele pieselor de prelucrat pe mașinile CNC din sistem, direct din datele desenelor create prin CAD. Un produs software CAD bine-cunoscut este AutoCAD.
Sisteme CIM (engleză : Computer-integrated manufacturing) sunt sisteme de fabricație integrată cu calculatorul care utilizează rețele de calculatoare pentru automatizarea completă a procesului de fabricație. Sistemul CIM cuprinde o combinație de software și hardware, ale cărui elemente includ proiectarea produsului (pentru producție), programarea producției, controlul producției, echipamentul de producție (inclusiv mașini-unelte) și procese de producție.  În CIM sunt utilizate calculatoare, linii de comunicație și un software specializat pentru automatizarea funcțiilor manageriale și a activităților operative implicate în procesul de producție. Sistemul CIM integrează echipamentele CAD sau CAD/CAM, inspecția asistată de calculator (CAI), sistemele de fabricație flexibile, centrele de prelucrare cu comandă numerică (CNC), stocarea și manipularea automată a produselor. Într-un sistem CIM, compartimentele funcționale ca proiectarea, analiza, planificarea, aprovizionarea, calculația costurilor, controlul stocurilor, distribuția etc. sunt conectate prin calculatoare cu funcțiile de la nivelul atelierelor fabricii, de exemplu cu manipularea și managementul materialelor, realizând controlul direct și monitorizarea tuturor operațiunilor. Într-un mediu CIM, proiectanții aplică conceptul ingineriei concurente/simultane (engleză :concurrent engineering), care ajută companiile să proiecteze și să fabrice rapid produsele, în timpi pe ciclu mai reduși.
În sistemele de fabricație moderne se folosesc instrumente și tehnici performante cum sunt controlul statistic al calității, managementul calității totale (TQM), sisteme de planificare și control al fabricației (MPCS), strategia Lean Six Sigma etc. Obiectivul principal al MPCS este de a asigura cerințele ca produsele dorite să fie fabricate: la timpul dorit, în cantitățile planificate, cu satisfacerea specificațiilor pentru calitatea produselor și la costuri minime. Strategia Lean Six Sigma (în traducere: 6 Sigma în Fabricația suplă) este o strategie de management al fabricației în care ideile 6 Sigma sunt combinate cu Fabricația suplă.[vezi: http://en.wikipedia.org/wiki/six_sigma]

## Fabricația virtuală
Fabricația virtuală este un concept care se referă la dezvoltarea unor activități de fabricație presupunând utilizarea unor modele și simulări cu ajutorul tehnologiei informației, în locul unor activități și mijloace de fabricație reale, aceste modele și simulări permițând evaluări, optimizări și sugestii privind deciziile aplicabile în cazul sistemelor reale de fabricație.,  Principalele subdomenii ale fabricației virtuale sunt: proiectarea produselor folosind programe de simulare 3D, fabricarea virtuală a prototipurilor, proiectarea proceselor de fabricație și planificarea producției în general, asamblarea virtuală, inspecția virtuală, controlul operațional virtual, sistemele de manipulare a semifabricatelor, activitățile de organizare din companie etc.       

## Managementul proceselor de fabricație
Managementul proceselor de fabricație (engleză : Manufacturing process management- MPM) este un proces de definire și manageriere a proceselor de fabricație care vor fi folosite pentru fabricarea, asamblarea și efectuarea inspecției produselor finale. MPM permite fabricanților să utilizeze desenele produselor (executate în CAD) pentru a defini modul în care vor fi fabricate produsele și apoi să livreze electronic aceste procese de fabricație la nivelul atelierelor. MPM transformă „ce să se producă” în „cum să se producă”, „când” și „unde”. MPM constituie o „colecție de tehnologii și metode utilizate pentru a defini modul în care produsele urmează să fie fabricate”.(Cf. ) Această definiție are semnificația că MPM este un proces prin care industriile de fabricație vor utiliza diferite tipuri de tehnologii pentru a ajuta să se realizeze produsele, cu diferite amplasări ale mașinilor și diferite moduri în care ar putea fi amplasate liniile de asamblare. Inginerii de fabricație utilizează datele CAD pentru a defini diferitele procese prin care va fi fabricat noul produs. Sistemul MPM este utilizat pentru a elabora succesiunea operațiilor, planificarea amplasării mașinilor, echilibrarea liniilor de fabricație și proiectarea  3D a operațiilor umane și robotizate, precum și livrarea programelor-mașină și a instrucțiunilor de lucru electronice la nivelul atelierelor. Inginerii de fabricație evaluează diferite scenarii de fabricație, fluxuri de materiale, efectuează calculul costurilor de producție și efectele schimbărilor asupra liniilor de producție. Pentru planificarea proceselor de fabricație sunt utilizate instrumente de planificare care permit definirea succesiunii operațiilor de asamblare, repartizarea caracteristicilor de fabricație la posturile de lucru, cum sunt punctele de sudare și măsurare, crearea amplasării în 2D a liniilor de asamblare și alocarea timpului necesar pentru fiecare operație. Toate informațiile sunt capturate într-un format standard reutilizabil, așa-numita listă de procese (engleză : bill of processes) care reprezintă un analog în fabricație al listei de materiale (BOM) și care descrie modul în care produsul urmează să fie fabricat, asamblat și testat. Lista de materiale (BOM) este o listă a pieselor, componentelor și subansamblurilor necesare pentru a construi un produs, precum și a cantităților acestora. În cadrul sistemului computerizat MPM, departamentul Ingineria Produselor definește o listă electronică de materiale (eBOM), tratată în sistemul CAD și care este preluată de inginerii de fabricație pentru a fi definite listele electronice de procese ( sau eBOP). Lista de procese capturează sculele, amplasarea utilajelor și instrucțiunile pentru operatori. Sistemul MPM poate apoi determina cerințele de resurse și de timp atât pentru echipamente cât și pentru operatorii umani, pentru locațiile de producție, incluzând posturile de lucru și mașinile din procese.  Aceste informații sunt stocate pe un server Web care permite accesul ușor și managementul datelor în toată uzina, astfel fiind facilitată optimizarea proceselor de fabricație. Instrumentele de inginerie ale MPM permit proiectarea de detaliu a locurilor de muncă și a proceselor, utilizând datele create în faza de planificare a MPM. Unele sisteme MPM oferă un mediu grafic 3D în care pot fi aranjate modele de echipamente și forță de muncă. Utilizatorii pot vizualiza și evalua comportarea roboților, a sistemelor de fixare și a muncitorilor și pot livra programe-mașină NC fără erori precum și instrucțiuni de lucru electronice pentru ateliere. Instrucțiunile de lucru electronice pot fi accesate în atelier printr-un browser web. Aplicațiile majore care beneficiază de  informațiile integrate asupra produselor, proceselor, instalațiilor și resurselor specifice ale MPM sunt : echilibrarea liniilor, estimarea timpilor, instrucțiunile de lucru electronice, costurile de producție și planurile de control al calității. Sistemele MPM trebuie să fie integrate cu Managementul Datelor Produsului și cu sistemul Planificarea Resurselor Întreprinderii (engleză : Enterprise Resource Planning- ERP). Managementul Datelor Produsului este utilizarea unui software sau a altor instrumente pentru a urmări și ține sub control datele referitoare la un produs particular, cum sunt: specificațiile tehnice ale produsului, specificațiile pentru fabricare și dezvoltare și tipurile de materiale care vor fi necesare pentru producerea bunurilor. Planificarea Resurselor Întreprinderii (ERP) este un sistem software integrat pentru identificarea și planificarea resurselor necesare unei întreprinderi.
În multe industrii de fabricație, în particular în industriile de serie mică, inspecția calității cu mașini de măsurat în coordonate și mașini NC este o componentă critică a fabricației. Sistemele de inspecție și de management al toleranțelor sunt parte componentă a domeniului MPM, fiind utilizate pentru a defini, a analiza, a măsura și a controla calitatea. Aceste sisteme sunt în particular obișnuite în industria aerospațială, în care toleranțele elementelor constituie o preocupare majoră.
Avantajele MPM sunt: accelerarea introducerii noilor produse, reducerea timpului până la introducerea  noilor produse pe piață prin posibilitatea de a defini simultan produsul și procesele de fabricație, posibilitatea de a crea și manageria digital planurile proceselor de fabricație și resursele asociate, crearea șabloanelor (engleză : templates) de procese etc. Corporația Tecnomatix Technologies Ltd. oferă soluții software MPM pentru fabricația de autovehicule, industria electronică, industria aerospațială, industria de utilaj greu etc. (Shalvi, Marsha, 2003, op.cit.). Linia curentă de produse software Tecnomatix include Fabricația pieselor, Planificarea asamblării, Planificarea resurselor, Simularea fabricii, Performanța umană, Managementul Producției, Managementul Datelor Fabricației.

## Legături externe
- How Products Are Made, madehow.com